# Berteștii de Jos
Berteștii de Jos – wieś w Rumunii, w okręgu Braiła, w gminie Berteștii de Jos. W 2011 roku liczyła 864 mieszkańców.